# Myopsocus eatoni
Myopsocus eatoni är en insektsart som beskrevs av Mclachlan 1880. Myopsocus eatoni ingår i släktet Myopsocus och familjen Myopsocidae. Inga underarter finns listade i Catalogue of Life.